# Den Jesus som aldrig funnits
Den Jesus som aldrig funnits är en bok av Roger Viklund som innehåller en kritisk granskning av Bibelns Jesus och kristendomens uppkomst. Första upplagan av boken utkom 2005 och den andra, reviderade, upplagan 2008.

## Om boken "Den Jesus som aldrig funnits"
Boken är utgiven 2005 på eget förlag av autodidakten Roger Viklund. Boken diskuterar bland andra Israel Finkelsteins, John Dominic Crossans, Robert M. Price', Scott G. Browns, Robert H. Eisenmans, Alvar Ellegårds och Earl Dohertys teorier och argument, och är resultatet av ett arbete som pågått i över ett decennium.
Boken behandlar Jesus-som-myt-teorin. Boken tar upp Gamla Testamentets tillkomst och judarnas historia i ljuset av den moderna arkeologin. Läsaren ges också en inblick i de föreställningar som enligt författaren bidrog till uppkomsten av kristendomen. Såväl esseismen som gnosticismen behandlas. Även Hemliga Markusevangeliet tas upp.
Störst utrymme ges åt att undersöka om evangelisternas Jesus funnits eller ej. Roger Viklund argumenterar här för att denne inte har funnits eller att hans liv var så väsensskilt från evangelieskildringen att vi inte kan veta något om det. Viklunds tes är att Paulus, som författade sina brev innan evangelierna kom till och aldrig träffade den historiske Jesus, inte kände till någon jordisk Jesus. Detta framgår, enligt Viklund, om man studerar de av Paulus brev som Viklund anser vara äkta. De stycken där Paulus skriver att Jesus korsfästs, begravts och uppstått (Första Korinthierbrevet 15) är enligt Viklund tolkningar av Gamla Testamentet, eftersom Paulus skriver att det skett "enligt skrifterna".
I slutkapitlet granskar Viklund den tidiga kristna rörelsen.
Roger Viklund publicerade 1999 en artikelserie som förnekar att Jesus har funnits i den konspirationsteoretiska alternativtidskriften Nexus Nya Tider - en New Age-tidskrift som på olika sätt tog avstånd från judendom, kristendom och etablerad vetenskap.

## Kritik

### Tord Fornberg
Ett antal svenska exegeter anges i bland annat Kyrka och Folk ha granskat och kommenterat de teorier Viklund fört fram. En av dessa är Tord Fornberg, docent i Nya Testamentets exegetik vid Uppsala universitet. Fornberg hävdar att evangelierna troligtvis är skrivna högst cirka 35 år efter Jesu död, alltså senast i början av 70-talet e.Kr. och att det då fortfarande fanns ögonvittnen i livet. Till tidningen Dagen säger Fornberg att Viklund "...har snappat upp data lite här och var, och sedan dragit sina egna slutsatser på ett sätt som inte en yrkesperson skulle göra. Det är ett amatörjobb, med de brister som ett amatörjobb lätt får."
Viklund har inte bemött Fornbergs kritik, eftersom ingenting enligt honom framkommit som tyder på att Fornberg läst Viklunds bok. Ett avfärdande av en persons åsikter kräver enligt Viklund att "man läser den bok man kritiserar innan man uttalar sig i absoluta termer om den".

### Stefan Gustavsson
Stefan Gustavsson, generalsekreterare för Svenska Evangeliska Alliansen (SEA), menar att en rad icke-kristna historiker och författare nämner Jesus eller människors tro på Jesus, däribland Josefus, Tacitus, Plinius d.y., Suetonius och den grekiske filosofen och kristendomskritikern Kelsos.
Enligt Viklund var Paulus ovetande om att Jesus nyligen hade levt på jorden. Detta påstående avfärdar Gustavsson som helt felaktigt. Till exempel beskriver Paulus i Första Korinthierbrevet händelserna kring Jesu död och uppståndelse, samt hänvisar till vittnen, däribland Kefas och flera andra vid brevets författande ännu levande lärjungar. Gustavsson menar, att det av detta tydligt framgår att aposteln betraktade Jesus som en historisk person som levt nyligen.

#### Viklunds bemötande av kritiken från Gustavsson
Vad gäller den judiske historikern Josefus tvivlar Viklund på att denne skrev något om Jesus överhuvudtaget. Han lägger fram en rad skäl och argument som stöd för sin ståndpunkt därvidlag, exempelvis att Testimonium Flavianum, det längre avsnitt hos Josefus där Jesus omtalas, inte omnämns förrän på 300-talet e.Kr. och alltså verkar vara okänt dessförinnan. Samma avsnitt beskriver dessutom Jesus i prokristna ordalag, vilket ter sig föga trovärdigt med tanke på att Josefus var jude, resonerar Viklund.
Den romerske författaren Suetonius använder å sin sida inte namnet Jesus i sin text utan berättar om en viss Chrestus (Suetonius text lyder ”[Claudius] fördrev från Rom de av Chrestus uppeggade, oavlåtligt oroliga judarna”), ett namn som enligt Viklund var vanligt under det första århundradet.
Beträffande bevittnandet av Jesus hos Plinius d.y. berättar denne romerske författare och senator ca år 112 e.Kr. om att han hört att kristna brukade ”sjunga en sång till Christus liksom till en gud”. Viklund menar dock, att även om denna uppgift vore korrekt, duger den inte som bevis för att Jesus de facto existerade i fysisk bemärkelse närmare ett århundrade tidigare.
Den romerske historikern och författaren Tacitus skrev ca år 115 att Kristus (OBS! inte Jesus) avrättades av Pilatus, men Viklund menar (med stöd av bl.a. professorn i Nya Testamentet Robert E. Van Voorst), att Tacitus i sin egenskap av befälhavare över den romerska provinsen Asia vid denna tidpunkt redan rimligen måste ha hört kristna i denna provins ägna sig åt att sprida information om sin gudomlige ledare Kristus, och bl.a. då också den för kristendomen så centrala uppgiften, att denne Kristus blev avrättad på inrådan av Pilatus. Därför är det mest sannolika, att Tacitus blott återger det som han hört talas om, så själva bevisvärdet också av detta bevittnande är uppenbarligen mycket lågt.
Ett annat skäl till antagandet att Tacitus inte bygger sitt bevittnande på icke-kristna uppgifter är, att han påstår att Pilatus var prokurator, trots att den titel Pilatus bevisligen bar är prefekt. Viklund väljer dock att tona ned betydelsen av den uppgiften, då Pilatus kan ha varit både prokurator och prefekt samtidigt.
I stället anför Viklund som huvudorsak till ståndpunkten att Tacitus inte utgör ett oberoende bevittnande av Jesus, att han knappast kan ha haft anledning att betvivla det han hört från kristna och därmed saknat incitament att undersöka uppgiften närmare.
Övriga vittnen som Gustavsson åberopar, inklusive Kelsos, menar Viklund är värdelösa som bevis eftersom de antingen är alltför sena i tiden, eller inte ens bevittnar Jesus.
Viklund menar dessutom, att Paulus visserligen kände och därmed bekräftar existensen av personer som Jakob, Kefas och Johannes. Emellertid hör det till saken, att Paulus - i motsats till vad Gustavsson hävdar - inte ger sken av att ”dessa tre hade varit personliga lärjungar till någon Jesus”. Hade de känt Jesus personligen, kunde de knappast ha undgått att berätta för Paulus om hans liv och gärning. Eftersom Paulus förefaller omedveten om en jordisk Jesus, blir enligt Viklund den rimligaste slutsatsen, att också Jakob, Kefas och Johannes var lika omedvetna. I stället har, resonerar Viklund, ”evangelierna tagit upp namnen på de tidiga församlingsledarna och omformat dem till personliga lärjungar, något som de alltså egentligen aldrig var.”
Vidare påpekar Viklund, att Paulus i Första Korinthierbrevets femtonde kapitel talar om ”uppståndelse i anden” och ”inte om en uppståndelse från en fysisk död i en fysisk kropp”, något som Viklund tolkar som att Paulus uppfattade Kristus Jesus som endast ett andligt väsen även innan sin död.

### Britt-Mari Näsström
Britt-Mari Näsström, professor i religionshistoria vid Göteborgs universitet, hävdar: "Det är för länge sedan konstaterat, det finns inga historievetenskapliga bevis på Jesus existens. Däremot säger bibelexperterna att det skulle bli väldigt besvärligt om Jesus inte existerat och om han inte hade vandrat med sina lärjungar." Vidare menar hon att det Viklund presenterar om Jesus existens har varit känt länge, och undervisas om på prästutbildningar i 100 år. Däremot ser hon Viklunds verk som "ett hopplock av information och på dåligt befästa grunder" samt att "Sokrates, Shakespeare eller Homeros, vi kunde lika gärna lägga oss i vinn om att de inte funnits [...] Man vet ju att det inte går att få fram den historiske Jesus, likadant är det med Shakespeare.". Viklund har också kommenterat Näsströms uttalande, och undrat om Näsström verkligen yttrat det som hon tillskrivits.

### Birger Olsson
Professorn vid Lunds universitet Birger Olsson tog upp Viklunds bok i Svensk exegetisk årsbok (2009). Olsson, som kort sammanfattar Viklunds argument, markerar att dessa inte är nya i den bibelvetenskapliga debatten, men att de "kan inte bara viftas bort med en handrörelse". Viklunds utgångspunkter, anger Olsson, "är ofta något som kan bekräftas genom studium av enskilda källor". Slutsatserna kan emellertid bli mycket olika. Olsson menar att konstaterandet att "källäget är sådant att det inte kan göras historiskt sannolikt att evangelierna ger en helt sann bild av Jesus från Nasaret", inte behöver leda till slutsatsen att Jesus inte existerade "eller [till] att uppgifterna i evangelierna är historiskt sett falska". Olsson efterlyser "en mer genomtänkt historisk metod", än den som Viklund (som beskrivs som "tekniker och exegetisk amatör") har, för att kunna svara på de frågor som uppställts. Olsson hävdade även att det s.k. Hemliga Markusevangeliet, som Viklund hänvisat till "nu visats vara en nutida förfalskning." Efter att Viklund bett Olson förklara sig angående Hemliga Markusevangeliet, tog Olson tillbaka sitt påstående att det skulle ha bevisats vara en nutida förfalskning. Han sade sig ha diskuterat saken ”med en kollega och tyckte att frågan om äktheten var färdigbehandlad.” Icke desto mindre fortsätter debatten.

## Publikationer
- Roger Viklund,  Den Jesus som aldrig funnits: en kritisk granskning av Bibelns Jesus och kristendomens uppkomst. Röbäck : Vimi. 2005. ISBN 91-631-7399-9
- Roger Viklund,  Den Jesus som aldrig funnits: en kritisk granskning av Bibelns Jesus och kristendomens uppkomst,. 2., rev. och utök. uppl., Röbäck : Vimi. 2008. ISBN 978-91-633-2712-4
- Roger Viklund & Timo S. Paananen, “Distortion of the Scribal Hand in the Images of Clement’s Letter to Theodore,” Vigiliae Christianae 67 (2013), 235–247. Tillgänglig online här